# EHF-Europapokal der Pokalsieger der Frauen 2013/14
Am EHF-Europapokal der Pokalsieger 2013/14 nahmen 32 Handball-Vereinsmannschaften teil, die sich in der vorangegangenen Saison in ihren Heimatländern im Pokalwettbewerb für den Wettbewerb qualifiziert hatten oder aus der Champions League 2013/14 ausgeschieden sind. Es war die 39. Austragung des EHF-Europapokal der Pokalsiegerwettbewerbs. Die Pokalspiele begannen am 5.–6. Oktober 2013, das Rückrundenfinale fand am 11. Mai 2014 statt. Der Titelverteidiger war die Hypo Niederösterreich. Im Finale setzte sich Viborg HK gegen Swesda Swenigorod durch.

## Runde 2
Es nahmen 16 Mannschaften teil. Die Auslosung der 2. Runde fand am 23. Juli 2013 statt. Die Hinspiele fanden am 5. und 6. Oktober 2013 statt. Die Rückspiele fanden am 12. und 13. Oktober 2013 statt.

### Qualifizierte Teams
| Topf 1: - HK BNTU-BelAS Minsk (4'ter CL Q2 Gr.1) - LK Zug (4'ter CL Q2 Gr.2) - SERCODAK Dalfsen (4'ter CL Q2 Gr.3) - Jomi Salerno (4'ter CL Q2 Gr.4) - Muratpaşa Belediyesi SK (Verlierer CL Q1) - HC Odense - ŽORK Jagodina - HK Horodnitschanka | Topf 2: - KGHM Metraco Zagłębie Lubin - Üsküdar B.S.K. Derneği - ŽRK Metalurg - Juve Lis - O.F.N. Ionias - Union Korneuburg - SPONO Nottwil - H.C. Holon |

### Ausgeloste Spiele und Ergebnisse
| Mannschaft 1                                 | Mannschaft 2                                                                    | Hinspiel             | Rückspiel            | Gesamt  |
| -------------------------------------------- | ------------------------------------------------------------------------------- | -------------------- | -------------------- | ------- |
| HK BNTU-BelAS Minsk Katsiaryna Silitskaya 14 | Üsküdar B.S.K. Derneği Buçe Tacyildiz, Fatmagül Sakizcan je 9                   | 11.10.2013 18:00 Uhr | 12.10.2012 17:00 Uhr | 77 : 43 |
| HK BNTU-BelAS Minsk Katsiaryna Silitskaya 14 | Üsküdar B.S.K. Derneği Buçe Tacyildiz, Fatmagül Sakizcan je 9                   | 41 : 22 (24 : 11)    | 21 : 36 (12 : 17)    | 77 : 43 |
| HK BNTU-BelAS Minsk Katsiaryna Silitskaya 14 | Üsküdar B.S.K. Derneği Buçe Tacyildiz, Fatmagül Sakizcan je 9                   | 350 Zuschauer        | 300 Zuschauer        | 77 : 43 |
| Juve Lis Ana Gante 14                        | Muratpaşa Belediyesi SK Olha Laiuk 10                                           | 05.10.2013 18:00 Uhr | 06.10.2012 16:00 Uhr | 41 : 65 |
| Juve Lis Ana Gante 14                        | Muratpaşa Belediyesi SK Olha Laiuk 10                                           | 18 : 32 (9 : 14)     | 33 : 23 (22 : 9)     | 41 : 65 |
| Juve Lis Ana Gante 14                        | Muratpaşa Belediyesi SK Olha Laiuk 10                                           | 350 Zuschauer        | 300 Zuschauer        | 41 : 65 |
| Jomi Salerno Maria Amelia Belotti 12         | SPONO Nottwil Lisa Frey 11                                                      | 05.10.2013 18:30 Uhr | 06.10.2012 18:30 Uhr | 61 : 42 |
| Jomi Salerno Maria Amelia Belotti 12         | SPONO Nottwil Lisa Frey 11                                                      | 32 : 21 (15 : 9)     | 21 : 29 (13 : 16)    | 61 : 42 |
| Jomi Salerno Maria Amelia Belotti 12         | SPONO Nottwil Lisa Frey 11                                                      | 200 Zuschauer        | 180 Zuschauer        | 61 : 42 |
| O.F.N. Ionias Magdalini Papa 17              | LK Zug Sibylle Scherer 11                                                       | 11.10.2013 19:00 Uhr | 12.10.2012 16:00 Uhr | 50 : 61 |
| O.F.N. Ionias Magdalini Papa 17              | LK Zug Sibylle Scherer 11                                                       | 22 : 33 (12 : 15)    | 28 : 28 (16 : 15)    | 50 : 61 |
| O.F.N. Ionias Magdalini Papa 17              | LK Zug Sibylle Scherer 11                                                       | 150 Zuschauer        | 200 Zuschauer        | 50 : 61 |
| ŽORK Jagodina Dijana Radojević 12            | Union Korneuburg Franziska Rath 16                                              | 12.10.2013 19:00 Uhr | 05.10.2012 18:00 Uhr | 75 : 44 |
| ŽORK Jagodina Dijana Radojević 12            | Union Korneuburg Franziska Rath 16                                              | 40 : 18 (23 : 6)     | 26 : 35 (12 : 21)    | 75 : 44 |
| ŽORK Jagodina Dijana Radojević 12            | Union Korneuburg Franziska Rath 16                                              | 1.000 Zuschauer      | 400 Zuschauer        | 75 : 44 |
| ŽRK Metalurg Dushica Gjorgjievska 10         | HC Odense Nadia Offendal 12                                                     | 05.10.2013 14:00 Uhr | 12.10.2012 15:00 Uhr | 41 : 60 |
| ŽRK Metalurg Dushica Gjorgjievska 10         | HC Odense Nadia Offendal 12                                                     | 24 : 30 (13 : 12)    | 30 : 17 (17 : 8)     | 41 : 60 |
| ŽRK Metalurg Dushica Gjorgjievska 10         | HC Odense Nadia Offendal 12                                                     | 350 Zuschauer        | 650 Zuschauer        | 41 : 60 |
| HK Horodnitschanka Chrystyna Osolyna 13      | H.C. Holon Yarden Bergman 8                                                     | 05.10.2013 18:00 Uhr | 06.10.2012 11:00 Uhr | 74 : 33 |
| HK Horodnitschanka Chrystyna Osolyna 13      | H.C. Holon Yarden Bergman 8                                                     | 33 : 15 (17 : 7)     | 18 : 41 (13 : 20)    | 74 : 33 |
| HK Horodnitschanka Chrystyna Osolyna 13      | H.C. Holon Yarden Bergman 8                                                     | 300 Zuschauer        | 100 Zuschauer        | 74 : 33 |
| SERCODAK Dalfsen Yara Nijboer 16             | KGHM Metraco Zagłębie Lubin Karolina Semeniuk-Olchawa, Joanna Obrusiewicz je 11 | 05.10.2013 19:00 Uhr | 12.10.2012 17:00 Uhr | 58 : 52 |
| SERCODAK Dalfsen Yara Nijboer 16             | KGHM Metraco Zagłębie Lubin Karolina Semeniuk-Olchawa, Joanna Obrusiewicz je 11 | 27 : 20 (16 : 9)     | 32 : 31 (14 : 13)    | 58 : 52 |
| SERCODAK Dalfsen Yara Nijboer 16             | KGHM Metraco Zagłębie Lubin Karolina Semeniuk-Olchawa, Joanna Obrusiewicz je 11 | 425 Zuschauer        | 425 Zuschauer        | 58 : 52 |

## Runde 3
Es nehmen die 8 Sieger der 2. Runde, die 8 Mannschaften die den zweiten und dritten Platz in der CL Q2 erreicht haben sowie die 8 Mannschaften die sich vorher in ihren Landesverbänden für den Wettbewerb qualifiziert hatten, teil.

Die Auslosung der 3. Runde fand am 23. Juli 2013 in Wien statt.

Die Hinspiele finden am 9.–10. November 2012 statt. Die Rückspiele finden am 16.–17. November 2013 statt.

### Qualifizierte Teams
| Topf 1: - Byåsen Trondheim (2'ter CL Q2 Gr.1) - ETV-Érdi VSE (2'ter CL Q2 Gr.2) - Team Tvis Holstebro (2'ter CL Q2 Gr.3) - Fleury Loiret HB (2'ter CL Q2 Gr.4) - Tertnes HB Elite (3'ter CL Q2 Gr.1) - RK Lokomotiva Zagreb (3'ter CL Q2 Gr.2) - Viborg HK (3'ter CL Q2 Gr.3) - Rostow-Don (3'ter CL Q2 Gr.4) - Veszprém Barabás Duna Takarék - Buxtehuder SV - Mecalia Atlético Guardés - Cercle Dijon Bourgogne | Topf 2: - Swesda Swenigorod - Stabæk Håndball - Lugi HF - ASC Corona 2010 Brașov - HK BNTU-BelAS Minsk (Sieger Q2) - Muratpaşa Belediyesi SK (Sieger Q2) - Jomi Salerno (Sieger Q2) - LK Zug (Sieger Q2) - ŽORK Jagodina (Sieger Q2) - HC Odense (Sieger Q2) - HK Horodnitschanka (Sieger Q2) - SERCODAK Dalfsen (Sieger Q2) |

### Ausgeloste Spiele und Ergebnisse
| Mannschaft 1                                               | Mannschaft 2                                               | Hinspiel             | Rückspiel            | Gesamt  |
| ---------------------------------------------------------- | ---------------------------------------------------------- | -------------------- | -------------------- | ------- |
| ASC Corona 2010 Brașov Diana Druțu 10                      | RK Lokomotiva Zagreb Tea Grubišić 11                       | 09.11.2013 16:30 Uhr | 17.11.2012 15:30 Uhr | 46 : 50 |
| ASC Corona 2010 Brașov Diana Druțu 10                      | RK Lokomotiva Zagreb Tea Grubišić 11                       | 23 : 25 (9 : 14)     | 25 : 23 (11 : 12)    | 46 : 50 |
| ASC Corona 2010 Brașov Diana Druțu 10                      | RK Lokomotiva Zagreb Tea Grubišić 11                       | 1.200 Zuschauer      | 1.500 Zuschauer      | 46 : 50 |
| Team Tvis Holstebro Kristina Kristiansen 12                | HK BNTU-BelAS Minsk Katsiaryna Silitskaya 13               | 09.11.2013 14:45 Uhr | 10.11.2012 13:00 Uhr | 57 : 51 |
| Team Tvis Holstebro Kristina Kristiansen 12                | HK BNTU-BelAS Minsk Katsiaryna Silitskaya 13               | 31 : 22 (13 : 12)    | 29 : 26 (14 : 16)    | 57 : 51 |
| Team Tvis Holstebro Kristina Kristiansen 12                | HK BNTU-BelAS Minsk Katsiaryna Silitskaya 13               | 2.075 Zuschauer      | 578 Zuschauer        | 57 : 51 |
| Tertnes HB Elite Stine Skogrand, Linn Gossé je 12          | Jomi Salerno Natalija Winjukowa 15                         | 16.11.2013 18:30 Uhr | 17.11.2012 18:30 Uhr | 58 : 49 |
| Tertnes HB Elite Stine Skogrand, Linn Gossé je 12          | Jomi Salerno Natalija Winjukowa 15                         | 33 : 33 (13 : 15)    | 16 : 25 (7 : 10)     | 58 : 49 |
| Tertnes HB Elite Stine Skogrand, Linn Gossé je 12          | Jomi Salerno Natalija Winjukowa 15                         | 500 Zuschauer        | 550 Zuschauer        | 58 : 49 |
| Fleury Loiret HB Beatriz Fernández, Marta López je 12      | Stabæk Håndball Sanna Solberg 17                           | 10.11.2013 18:30 Uhr | 17.11.2012 18:00 Uhr | 67 : 57 |
| Fleury Loiret HB Beatriz Fernández, Marta López je 12      | Stabæk Håndball Sanna Solberg 17                           | 37 : 28 (21 : 14)    | 29 : 30 (10 : 15)    | 67 : 57 |
| Fleury Loiret HB Beatriz Fernández, Marta López je 12      | Stabæk Håndball Sanna Solberg 17                           | 1.200 Zuschauer      | 204 Zuschauer        | 67 : 57 |
| LK Zug Stephanie Haag 9                                    | Byåsen Trondheim Silje Waade 12                            | 09.11.2013 18:00 Uhr | 10.11.2012 13:00 Uhr | 46 : 85 |
| LK Zug Stephanie Haag 9                                    | Byåsen Trondheim Silje Waade 12                            | 28 : 41 (9 : 20)     | 44 : 18 (24 : 7)     | 46 : 85 |
| LK Zug Stephanie Haag 9                                    | Byåsen Trondheim Silje Waade 12                            | 385 Zuschauer        | 182 Zuschauer        | 46 : 85 |
| Buxtehuder SV Randy Bülau 11                               | Lugi HF Anna Olsson 16                                     | 09.11.2013 16:00 Uhr | 17.11.2012 17:00 Uhr | 51 : 48 |
| Buxtehuder SV Randy Bülau 11                               | Lugi HF Anna Olsson 16                                     | 24 : 26 (9 : 10)     | 22 : 27 (6 : 12)     | 51 : 48 |
| Buxtehuder SV Randy Bülau 11                               | Lugi HF Anna Olsson 16                                     | 1.500 Zuschauer      | 1.310 Zuschauer      | 51 : 48 |
| HC Odense Siri Seglem 14                                   | Cercle Dijon Bourgogne Jocelyne Mavoungou-Tsahout 10       | 10.11.2013 12:00 Uhr | 17.11.2012 16:00 Uhr | 49 : 41 |
| HC Odense Siri Seglem 14                                   | Cercle Dijon Bourgogne Jocelyne Mavoungou-Tsahout 10       | 24 : 22 (9 : 13)     | 19 : 25 (8 : 15)     | 49 : 41 |
| HC Odense Siri Seglem 14                                   | Cercle Dijon Bourgogne Jocelyne Mavoungou-Tsahout 10       | 870 Zuschauer        | 1.500 Zuschauer      | 49 : 41 |
| ŽORK Jagodina Danijela Matić 13                            | Viborg HK Maria Fisker 12                                  | 09.11.2013 19:00 Uhr | 16.11.2012 15:00 Uhr | 43 : 63 |
| ŽORK Jagodina Danijela Matić 13                            | Viborg HK Maria Fisker 12                                  | 18 : 31 (8 : 14)     | 32 : 25 (14 : 11)    | 43 : 63 |
| ŽORK Jagodina Danijela Matić 13                            | Viborg HK Maria Fisker 12                                  | 1.500 Zuschauer      | 1.235 Zuschauer      | 43 : 63 |
| SERCODAK Dalfsen Lynn Knippenborg, Myrthe Schoenaker je 10 | ETV-Érdi VSE Anna Kovács 9                                 | 10.11.2013 16:00 Uhr | 17.11.2012 17:30 Uhr | 43 : 47 |
| SERCODAK Dalfsen Lynn Knippenborg, Myrthe Schoenaker je 10 | ETV-Érdi VSE Anna Kovács 9                                 | 23 : 26 (11 : 17)    | 21 : 20 (9 : 9)      | 43 : 47 |
| SERCODAK Dalfsen Lynn Knippenborg, Myrthe Schoenaker je 10 | ETV-Érdi VSE Anna Kovács 9                                 | 650 Zuschauer        | 1.200 Zuschauer      | 43 : 47 |
| Swesda Swenigorod Anastasia Lobach, Anna Wjachirewa je 10  | Mecalia Atlético Guardés Estela Doiro, Vanessa Amorós je 6 | 10.11.2013 17:00 Uhr | 17.11.2012 17:00 Uhr | 64 : 35 |
| Swesda Swenigorod Anastasia Lobach, Anna Wjachirewa je 10  | Mecalia Atlético Guardés Estela Doiro, Vanessa Amorós je 6 | 36 : 15 (21 : 7)     | 20 : 28 (13 : 13)    | 64 : 35 |
| Swesda Swenigorod Anastasia Lobach, Anna Wjachirewa je 10  | Mecalia Atlético Guardés Estela Doiro, Vanessa Amorós je 6 | 500 Zuschauer        | 1.000 Zuschauer      | 64 : 35 |
| Muratpaşa Belediyesi SK Serpil İskenderoğlu 10             | Rostow-Don Walerija Baranik 11                             | 09.11.2013 15:00 Uhr | 16.11.2012 17:00 Uhr | 43 : 65 |
| Muratpaşa Belediyesi SK Serpil İskenderoğlu 10             | Rostow-Don Walerija Baranik 11                             | 24 : 26 (13 : 13)    | 39 : 19 (19 : 4)     | 43 : 65 |
| Muratpaşa Belediyesi SK Serpil İskenderoğlu 10             | Rostow-Don Walerija Baranik 11                             | 1.100 Zuschauer      | 2.500 Zuschauer      | 43 : 65 |
| HK Horodnitschanka Iryna Spas, Nataliya Kotsina je 15      | Veszprém Barabás Duna Takarék Orsolya Pelczéder 14         | 09.11.2013 17:00 Uhr | 16.11.2012 14:45 Uhr | 54 : 56 |
| HK Horodnitschanka Iryna Spas, Nataliya Kotsina je 15      | Veszprém Barabás Duna Takarék Orsolya Pelczéder 14         | 27 : 25 (14 : 13)    | 31 : 27 (15 : 12)    | 54 : 56 |
| HK Horodnitschanka Iryna Spas, Nataliya Kotsina je 15      | Veszprém Barabás Duna Takarék Orsolya Pelczéder 14         | 700 Zuschauer        | 800 Zuschauer        | 54 : 56 |

## Achtelfinale
Im Achtelfinale nehmen die Gewinner der 3. Runde teil.

Die Auslosung des Achtelfinale fand am 19. November 2013 in Wien statt.

Die Hinspiele finden am 1. bis 2. Februar 2014 statt. Die Rückspiele finden am 8. bis 9. Februar 2014 statt.

### Qualifizierte Teams
| Topf 1: - Hypo Niederösterreich - ŽRK Podravka Vegeta - Team Tvis Holstebro - Fleury Loiret Handball - Metz Handball - Érd Handball Club - FTC-Rail Cargo Hungaria - Byåsen Trondheim | Topf 2: - RK Lokomotiva Zagreb - HC Odense - Viborg HK - Buxtehuder SV - Veszprém Barabás Duna Takarék - Tertnes Bergen - Rostow-Don - Swesda Swenigorod |

### Ausgeloste Spiele und Ergebnisse
| Mannschaft 1                                                     | Mannschaft 2                                                              | Hinspiel             | Rückspiel            | Gesamt  |
| ---------------------------------------------------------------- | ------------------------------------------------------------------------- | -------------------- | -------------------- | ------- |
| Érd Handball Club Kinga Klivinyi 9                               | Buxtehuder SV Jana Stapelfeldt 11                                         | 01.02.2014 15:30 Uhr | 08.02.2014 16:00 Uhr | 54 : 54 |
| Érd Handball Club Kinga Klivinyi 9                               | Buxtehuder SV Jana Stapelfeldt 11                                         | 32 : 23 (14 : 12)    | 31 : 22 (16 : 12)    | 54 : 54 |
| Érd Handball Club Kinga Klivinyi 9                               | Buxtehuder SV Jana Stapelfeldt 11                                         | 2.200 Zuschauer      | 1.200 Zuschauer      | 54 : 54 |
| Fleury Loiret Handball Manon Houette 13                          | Veszprém Barabás Duna Takarék Dalma Vesztergombi, Szimonetta Planéta je 9 | 31.01.2014 20:30 Uhr | 02.02.2014 18:00 Uhr | 54 : 39 |
| Fleury Loiret Handball Manon Houette 13                          | Veszprém Barabás Duna Takarék Dalma Vesztergombi, Szimonetta Planéta je 9 | 33 : 22 (17 : 14)    | 17 : 21 (9 : 13)     | 54 : 39 |
| Fleury Loiret Handball Manon Houette 13                          | Veszprém Barabás Duna Takarék Dalma Vesztergombi, Szimonetta Planéta je 9 | 1.000 Zuschauer      | 1.200 Zuschauer      | 54 : 39 |
| Swesda Swenigorod Anastasia Lobach 11                            | Metz Handball Ana Gros 12                                                 | 02.02.2014 17:00 Uhr | 08.02.2014 20:15 Uhr | 53 : 45 |
| Swesda Swenigorod Anastasia Lobach 11                            | Metz Handball Ana Gros 12                                                 | 26 : 19 (11 : 8)     | 26 : 27 (12 : 15)    | 53 : 45 |
| Swesda Swenigorod Anastasia Lobach 11                            | Metz Handball Ana Gros 12                                                 | 750 Zuschauer        | 4.500 Zuschauer      | 53 : 45 |
| HC Odense Maria Adler 12                                         | Hypo Niederösterreich Fernanda da Silva 11                                | 31.01.2014 19:30 Uhr | 07.02.2014 18:00 Uhr | 50 : 55 |
| HC Odense Maria Adler 12                                         | Hypo Niederösterreich Fernanda da Silva 11                                | 23 : 27 (14 : 15)    | 28 : 27 (10 : 12)    | 50 : 55 |
| HC Odense Maria Adler 12                                         | Hypo Niederösterreich Fernanda da Silva 11                                | 1.420 Zuschauer      | 400 Zuschauer        | 50 : 55 |
| Rostow-Don Wiktorija Borschtschenko 13                           | ŽRK Podravka Vegeta Jelena Trifunović 10                                  | 02.02.2014 17:00 Uhr | 09.02.2014 18:00 Uhr | 52 : 49 |
| Rostow-Don Wiktorija Borschtschenko 13                           | ŽRK Podravka Vegeta Jelena Trifunović 10                                  | 24 : 19 (14 : 7)     | 30 : 28 (14 : 15)    | 52 : 49 |
| Rostow-Don Wiktorija Borschtschenko 13                           | ŽRK Podravka Vegeta Jelena Trifunović 10                                  | 2.000 Zuschauer      | 1.500 Zuschauer      | 52 : 49 |
| RK Lokomotiva Zagreb Sonja Bašić 10                              | Byåsen Trondheim Tonje Nøstvold, Teodora Tomac je 11                      | 02.02.2014 15:30 Uhr | 09.02.2014 18:00 Uhr | 45 : 54 |
| RK Lokomotiva Zagreb Sonja Bašić 10                              | Byåsen Trondheim Tonje Nøstvold, Teodora Tomac je 11                      | 22 : 24 (9 : 13)     | 30 : 23 (17 : 11)    | 45 : 54 |
| RK Lokomotiva Zagreb Sonja Bašić 10                              | Byåsen Trondheim Tonje Nøstvold, Teodora Tomac je 11                      | 1.300 Zuschauer      | 1.185 Zuschauer      | 45 : 54 |
| Viborg HK Isabelle Gulldén 12                                    | Team Tvis Holstebro Kristina Kristiansen 10                               | 01.02.2014 14:00 Uhr | 09.02.2014 13:00 Uhr | 60 : 51 |
| Viborg HK Isabelle Gulldén 12                                    | Team Tvis Holstebro Kristina Kristiansen 10                               | 30 : 24 (15 : 12)    | 27 : 30 (15 : 14)    | 60 : 51 |
| Viborg HK Isabelle Gulldén 12                                    | Team Tvis Holstebro Kristina Kristiansen 10                               | 1.758 Zuschauer      | 2.025 Zuschauer      | 60 : 51 |
| FTC-Rail Cargo Hungaria Zita Szucsánszki, Mónika Kovacsicz je 15 | Tertnes Bergen Linn Gossé 15                                              | 02.02.2014 19:15 Uhr | 09.02.2014 18:00 Uhr | 73 : 57 |
| FTC-Rail Cargo Hungaria Zita Szucsánszki, Mónika Kovacsicz je 15 | Tertnes Bergen Linn Gossé 15                                              | 40 : 30 (22 : 14)    | 27 : 33 (15 : 12)    | 73 : 57 |
| FTC-Rail Cargo Hungaria Zita Szucsánszki, Mónika Kovacsicz je 15 | Tertnes Bergen Linn Gossé 15                                              | 1.200 Zuschauer      | 200 Zuschauer        | 73 : 57 |

## Viertelfinale
Im Viertelfinale nehmen die Gewinner des Achtelfinales teil.

Die Auslosung des Viertelfinales fand am 11. Februar 2014 in Wien statt.

Die Hinspiele finden am 1. bis 2. März 2014 statt. Die Rückspiele finden am 8. bis 9. März 2014 statt.

### Qualifizierte Teams
| - Hypo Niederösterreich - Buxtehuder SV - Viborg HK - Fleury Loiret Handball - Rostow-Don - Swesda Swenigorod - FTC-Rail Cargo Hungaria - Byåsen Trondheim |

### Ausgeloste Spiele und Ergebnisse
| Mannschaft 1                                | Mannschaft 2                                | Hinspiel             | Rückspiel            | Gesamt  |
| ------------------------------------------- | ------------------------------------------- | -------------------- | -------------------- | ------- |
| Byåsen Trondheim Maren Gundersen 13         | Hypo Niederösterreich Fernanda da Silva 18  | 01.03.2014 17:00 Uhr | 02.03.2014 18:00 Uhr | 66 : 53 |
| Byåsen Trondheim Maren Gundersen 13         | Hypo Niederösterreich Fernanda da Silva 18  | 29 : 30 (13 : 17)    | 23 : 37 (14 : 17)    | 66 : 53 |
| Byåsen Trondheim Maren Gundersen 13         | Hypo Niederösterreich Fernanda da Silva 18  | 947 Zuschauer        | 1.200 Zuschauer      | 66 : 53 |
| Viborg HK Isabelle Gulldén 21               | FTC-Rail Cargo Hungaria Zsuzsanna Tomori 16 | 03.03.2014 20:00 Uhr | 08.03.2014 20:15 Uhr | 66 : 63 |
| Viborg HK Isabelle Gulldén 21               | FTC-Rail Cargo Hungaria Zsuzsanna Tomori 16 | 40 : 32 (18 : 14)    | 31 : 26 (15 : 15)    | 66 : 63 |
| Viborg HK Isabelle Gulldén 21               | FTC-Rail Cargo Hungaria Zsuzsanna Tomori 16 | 1.270 Zuschauer      | 1.200 Zuschauer      | 66 : 63 |
| Rostow-Don Regina Schimkute 16              | Buxtehuder SV Randy Bülau 19                | 01.03.2014 17:00 Uhr | 08.03.2014 16:00 Uhr | 67 : 58 |
| Rostow-Don Regina Schimkute 16              | Buxtehuder SV Randy Bülau 19                | 37 : 24 (20 : 9)     | 34 : 30 (17 : 15)    | 67 : 58 |
| Rostow-Don Regina Schimkute 16              | Buxtehuder SV Randy Bülau 19                | 2.500 Zuschauer      | 1.100 Zuschauer      | 67 : 58 |
| Fleury Loiret Handball Beatriz Fernández 13 | Swesda Swenigorod Jekaterina Marennikowa 14 | 02.03.2014 18:00 Uhr | 09.03.2014 17:00 Uhr | 56 : 66 |
| Fleury Loiret Handball Beatriz Fernández 13 | Swesda Swenigorod Jekaterina Marennikowa 14 | 28 : 32 (15 : 15)    | 34 : 28 (18 : 11)    | 56 : 66 |
| Fleury Loiret Handball Beatriz Fernández 13 | Swesda Swenigorod Jekaterina Marennikowa 14 | 1.130 Zuschauer      | 800 Zuschauer        | 56 : 66 |

## Halbfinale
Im Halbfinale nahmen die Gewinner des Viertelfinales teil.

Die Auslosung des Halbfinales fand am 11. Februar 2014 in Wien statt.

Die Hinspiele fanden am 5.–6. April 2014 statt. Die Rückspiele finden am 12.–13. April 2014 statt.

### Ausgeloste Spiele und Ergebnisse
| Mannschaft 1                                       | Mannschaft 2                           | Hinspiel             | Rückspiel            | Gesamt  |
| -------------------------------------------------- | -------------------------------------- | -------------------- | -------------------- | ------- |
| Rostow-Don Anna Sen 8                              | Viborg HK Linnea Torstenson 15         | 05.04.2014 17:00 Uhr | 12.04.2014 14:30 Uhr | 44 : 61 |
| Rostow-Don Anna Sen 8                              | Viborg HK Linnea Torstenson 15         | 25 : 27 (12 : 10)    | 34 : 19 (18 : 9)     | 44 : 61 |
| Rostow-Don Anna Sen 8                              | Viborg HK Linnea Torstenson 15         | 2.500 Zuschauer      | 1.652 Zuschauer      | 44 : 61 |
| Byåsen Trondheim Camilla Herrem, Tonje Nøstvold 10 | Swesda Swenigorod Ljudmila Postnowa 17 | 05.04.2014 18:00 Uhr | 12.04.2014 17:00 Uhr | 53 : 66 |
| Byåsen Trondheim Camilla Herrem, Tonje Nøstvold 10 | Swesda Swenigorod Ljudmila Postnowa 17 | 26 : 27 (12 : 11)    | 39 : 27 (19 : 12)    | 53 : 66 |
| Byåsen Trondheim Camilla Herrem, Tonje Nøstvold 10 | Swesda Swenigorod Ljudmila Postnowa 17 | 1.087 Zuschauer      | 750 Zuschauer        | 53 : 66 |

## Finale
Es nahmen die zwei Sieger aus dem Halbfinale teil. Das Hinspiel fand am 4. Mai 2014 statt. Das Rückspiel fand am 11. Mai 2014 statt.

### Qualifizierte Teams
| - Viborg HK - Swesda Swenigorod |

### Ausgeloste Spiele und Ergebnisse
| Mannschaft 1 | Mannschaft 2      | Hinspiel           | Rückspiel          | Gesamt  |
| ------------ | ----------------- | ------------------ | ------------------ | ------- |
| Viborg HK    | Swesda Swenigorod | 04.05.14 13:00 Uhr | 11.05.14 16:45 Uhr | 55 : 45 |
| Viborg HK    | Swesda Swenigorod | 31 : 22 (16 : 12)  | 23 : 24 (13 : 11)  | 55 : 45 |

### Hinspiel
Viborg HK - Swesda Swenigorod  31 : 22 (16 : 12)
4. Mai 2014 in Viborg, Stadionhal, 1.300 Zuschauer.
Viborg HK: Darleux, Masson – Gulldén  (6), Lyksborg (6), Burgaard  (5), Torstenson  (5), Fisker  (4), Damnjanović  (3), Pedersen (2), Chebbah, Hald, Suvdal, Thyrsted
Swesda Swenigorod: Marija Sidorowa, Jakupowa – Postnowa (7), Potapenko  (3), Wjachirewa (3), Artsiukhovich (2), Klimanzewa  (2), Lobach  (2), Koroljowa (1), Marennikowa  (1), Uskowa, Antonowa , Tschernowa, Chawronina, Koschokar
Schiedsrichter:  Kürşad Erdoğan und İbrahim Özdeniz
Quelle: Spielbericht

### Rückspiel
Swesda Swenigorod - Viborg HK  23 : 24 (13 : 11)
11. Mai 2014 in Tschechow, Olimpijski, 1.000 Zuschauer.
Swesda Swenigorod: Petruchina, Marija Sidorowa, Jakupowa – Postnowa (5), Potapenko (5), Artsiukhovich (4), Wjachirewa (4), Marennikowa (3), Lobach  (1), Uskowa (1), Antonowa, Tschernowa, Chawronina, Klimanzewa, Koroljowa  , Koschokar
Viborg HK: Darleux, Masson  – Burgaard  (5), Damnjanović (5), Lyksborg (5), Chebbah (3), Gulldén  (3), Fisker (1), Pedersen  (1), Torstenson (1), Hald, Suvdal 
Schiedsrichter:  Vasile Pavel und Eugen-Marian State
Quelle: Spielbericht

## Statistiken

### Torschützenliste
Die Torschützenliste zeigt die drei besten Torschützinnen in der EHF-Europapokal der Pokalsieger der Frauen 2013/14.
Zu sehen sind die Nation der Spielerin, der Name, die Position, der Verein, die gespielten Spiele, die Tore und die Ø-Tore.
| Pl. | Nation   | Spieler     | Pos. | Verein     | Sp. | Tore | Ø    |
| --- | -------- | ----------- | ---- | ---------- | --- | ---- | ---- |
| 1.  | Norwegen | Siri Seglem | (R)  | HC Odense  | 6   | 31   | 5,17 |
| 2.  | Schweden | Maria Adler | (RL) | HC Odense  | 6   | 29   | 4.83 |
| 3.  | Norwegen | Linn Gossé  | (A)  | Tertnes IL | 4   | 27   | 6,75 |